# Тип 38 (пушка)
Полевая пушка Тип 38 (三八 式 野砲 Sanhachi-shiki yahō) — разработанная в Германии полевая пушка, принятая на вооружение Японской империей в качестве стандартной полевой пушки императорской армии в 1905 году. Номер "38", присвоенный этому орудию, соответствовал 38-му году правления императора Мэйдзи (1905 г.)

## История и разработка

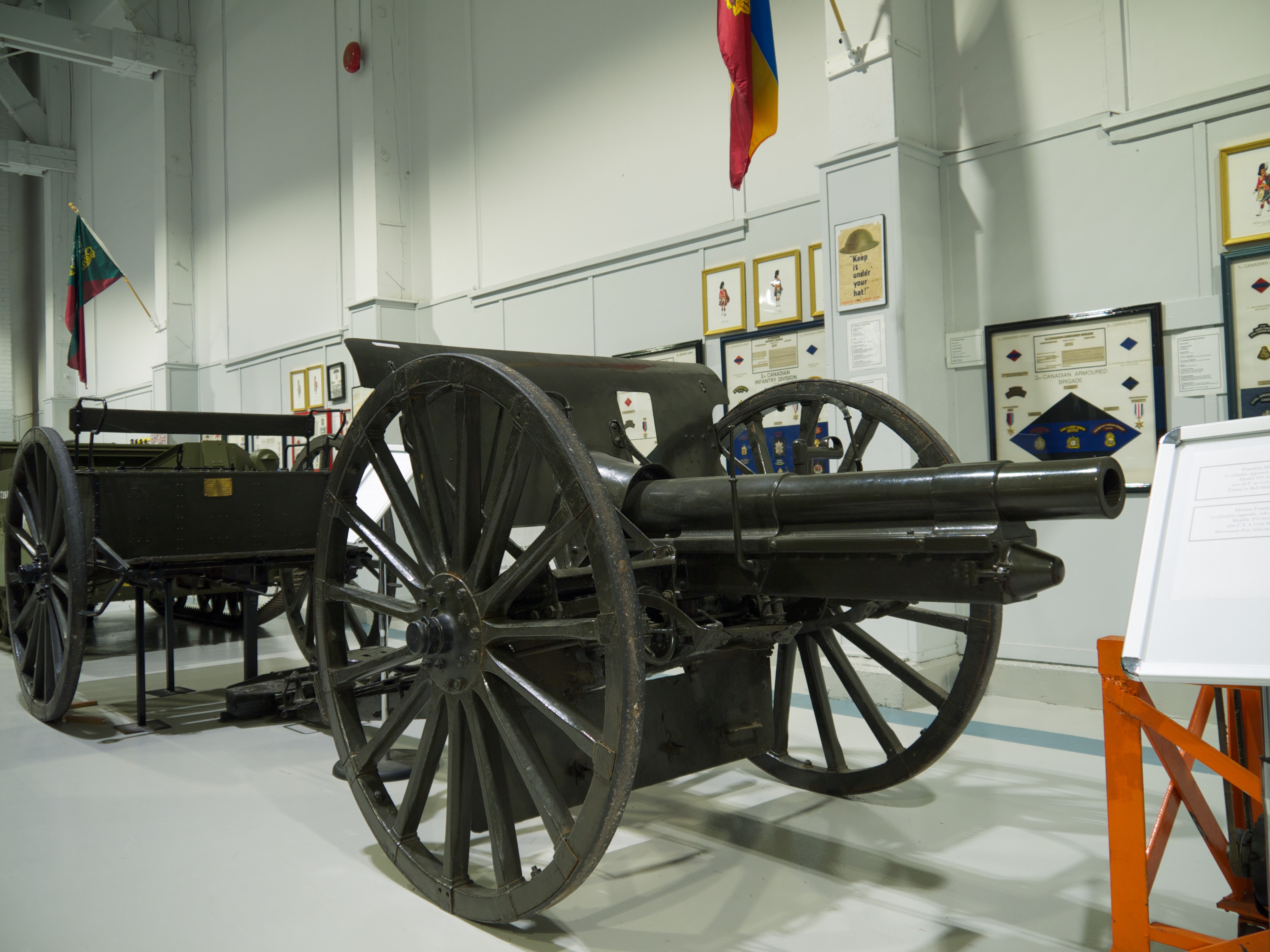
Полевое орудие Тип 38 в военном музее в Бордене

Несмотря на накопленный в ходе русско-японской войны опыт работы с артиллерией и формирование необходимой промышленной базы для производства морской и наземной артиллерии средних и крупных калибров, опыта непосредственного конструирования подобных орудий у японцев ещё не было. Руководство Генерального Штаба армии обратилось к фирме Krupp за новыми образцами артиллерии. Была приобретена партия 75-мм полевых пушек обр. 1903 года, затем по лицензии Krupp на арсенале в Осаке было произведено 2000 орудий под наименованием «Тип 38».
Первоначально Тип 38 имела конический поршневой затвор, однобрусный лафет, которой ограничивала высоту наводки только до 16 ° 30 '. Кроме того, у орудия имелись проблемы с устойчивостью при стрельбе, так как цапфы находились в центре баланса ствола. Все эти недостатки были устранены модернизацией, проведённой после Первой мировой войны.
После Первой мировой войны орудие Тип 38 считалось в значительной степени устаревшим. Однако к этому моменту японские производственные мощности улучшились, и Тип 38 подверглась модернизации для улучшения транспортировки с соответствующим увеличением высоты наводки, дальности и скорости стрельбы до 10-12 выстрелов в минуту.

## Устройство
Полевая пушка Тип 38 обычную для своего времени конструкцию, в комплекте с передком и однобрусовым лафетом.  Система отдачи с гидравлическим приводом, затвор поршневой и 1/16-дюймовый щит для защиты расчёта от пуль и осколков.

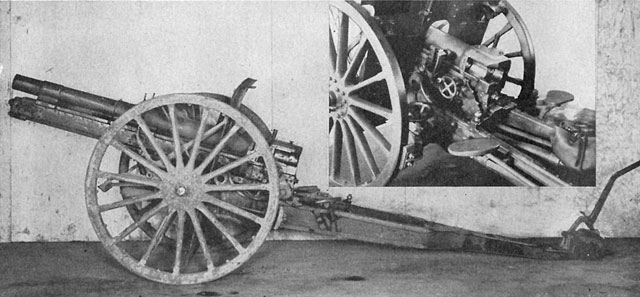
Снимок Тип 38s, демонстрирующий вид сбоку на орудие и затвор.

Незадолго до Второй японо-китайской войны, Тип 38 был сильно модернизирован. Ствол был выровнен вперед, и были добавлены уравновешиватели для компенсации отдачи. Был улучшен лафет, что позволило поднять угол наводки орудия до 43 °. Новая версия получила название Тип 38s или «Улучшенный Тип 38». Было выпущено около 400 единиц улучшенных орудий, и неясно, сколько именно старых Тип 38 было модернизировано до версии Тип 38s. Однако обе версии по-прежнему находились в эксплуатации в ограниченном количестве к началу Второй мировой войны, несмотря на усилия по замене Тип 38 более современными пушками Тип 90.
Тип 38s мог вести огонь: фугасными, бронебойными, осколочными, зажигательными, дымовыми, осветительными и газовыми снарядами.

## Боевое применение
Несмотря на устаревание, полевое орудие Тип 38 применялось во время Второй китайско-японской войны, советско-японских пограничных конфликтов и на Тихом океане.
После завершения Второй мировой многие Тип 38, которые не были уничтожены в ходе боевых действий, попали в руки различных освободительных движений. Орудия применялись индонезийцами во время войны за независимость Индонезии а также Вьетминем в ходе Первой войны в Индокитае.